# Mammillaria albicoma
La biznaga changuitos (Mammillaria albicoma) es una planta de la familia de las cactáceas del orden Caryophyllales. La palabra Mammillaria viene del latín ‘mam[m]illa’ pezón o teta y de ‘aria’ que posee, lleva, es decir, cactáceas con mamilas. La palabra latina ‘albicoma’ es por las palabras latinas ‘albus’ blanco y ‘coma’ pelo, crin, es decir, "biznaga con pelos blancos". Es endémica de México.

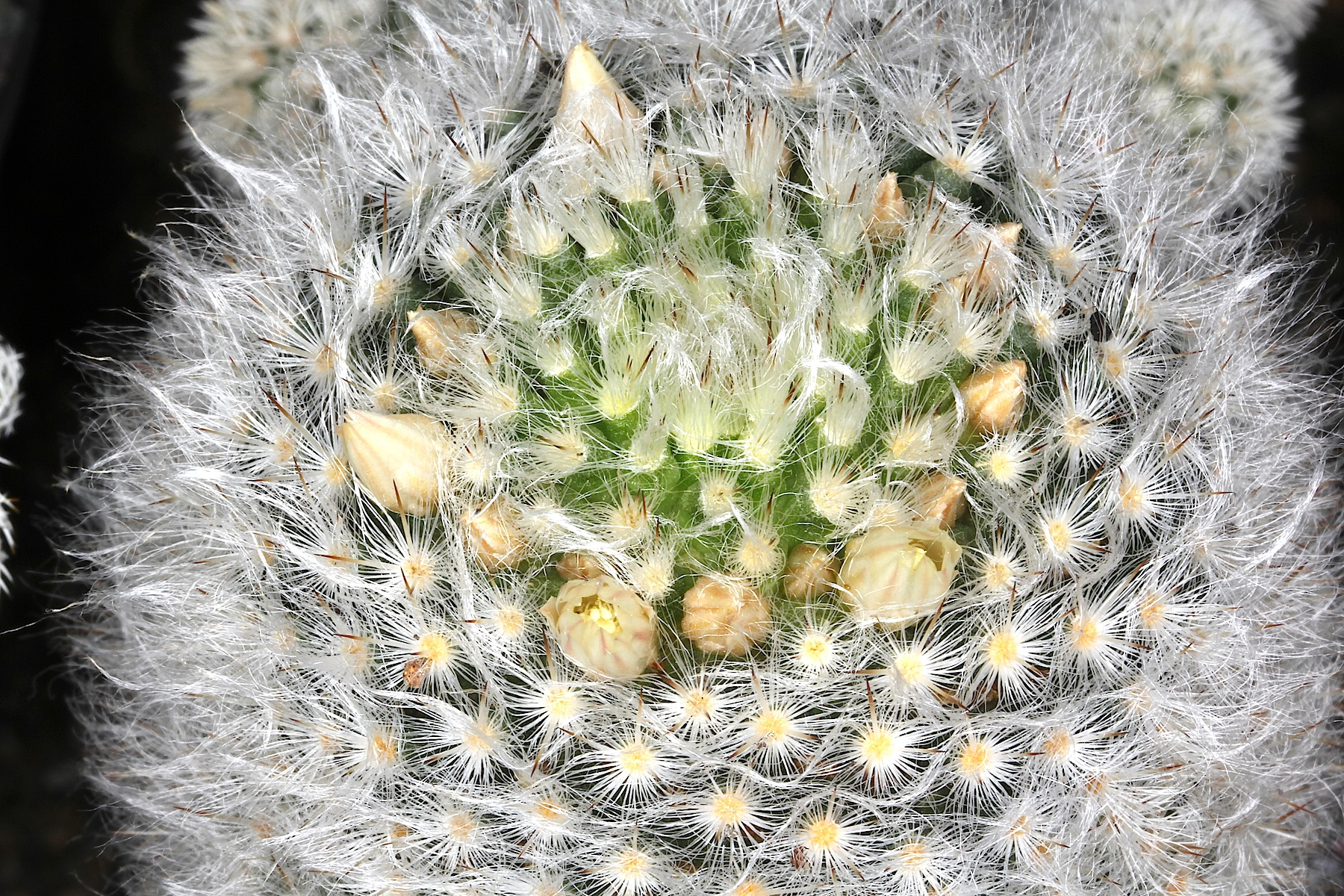
Vista de la planta

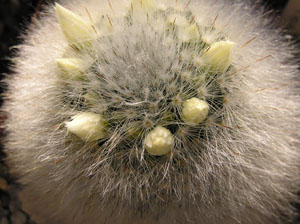
Vista de la planta

## Descripción
Se trata de una planta de hasta 5 cm de alto por 3 cm de diámetro, color verde hoja; tubérculos cilíndricos de 5 a 6 mm de largo por 2 mm de ancho. Sus areolas son redondas, de hasta 1.5 mm de diámetro y con lana blanca. Espinas radiales de 30 a 40, de 8 a 10 mm de largo, muy delgadas y sedosas, con forma de pelo y de color blanco puro; espinas centrales de 3 a 4, rectas, más o menos de la mitad de largo que las radiales, más duras, erectas y con la punta café. Las axilas portan lana y cerdas largas y delgadas. Las flores tienen forma de embudo con 10 a 13 mm de diámetro, de color crema o blanco amarillento. Los filamentos son blancos con anteras amarillas. El estilo es de color amarillo verdoso claro con 3 a 4 lóbulos del estigma y que sobresalen mucho más allá de las anteras. El fruto es muy pequeño, de 12 a 20 mm de largo y de 3 a 4 mm de diámentro, con muy pocas semillas, café oscuras a negras.

## Distribución
Es endémica de la Sierra Madre Oriental en México en los estados de San Luis Potosí, Nuevo León y Tamaulipas en México. En Tamaulipas, en Jaumave, Miquihuana, Rancho Perdido, La Perdida y San José de Llano. En Nuevo León, en La Escondida.

## Hábitat
Vive en suelo calcáreo, pedregoso y seco, casi siempre debajo de arbustos, en un sustrato de arcilla y con una capa superficial de humus; también en Sandía el Grande. En San Luís Potosí, en La Noria y la Presa de Tepetate. Se desarrolla en pendientes calizas junto con otras especies de plantas como Agave lechuguilla y Hechtia glomerata y en hábitat de matorral xerófilo de entre los 1400 a los 2300 m s. n. m.

## Taxonomía
Mammillaria albicoma fue descrita por Friedrich Boedeker y publicado en Monatsschrift der Deutschen Kakteen-Gesellschaft, E. V., Sitz Berlin 1: 241, f. 1929.

## Estado de conservación
Se propone bajo la categoría de Protección Especial (Pr) en el Proyecto de Modificación de la Norma Oficial Mexicana 059-2015. En la lista roja de la UICN se considera como En Peligro (EN). En CITES se valora en el Apéndice II.